# Præsteslægt
En præsteslægt er en slægt, hvor der er tradition for, at en stor del af slægtens medlemmer, antager hvervet som præst. Oftest vidergives præsteskabet fra faderen til sønnen, og tit flere generationer i træk. 
Flere danske slægter har præstelig oprindelse, hvorfor disse betegnes som præsteslægter, på trods af at deres nulevende medlemmer, ikke nødvendigvis antager hvervet som præst. 

## Danske præsteslægter
Danske præsteslægter omfatter bl.a.: 
- Barfod-slægten
- Bøgh-slægten
- Fog-slægten
- Monrad-slægten
- Paludan-slægten
- Rørdam-slægten
- Vogelius-slægten